# مارمولک خانگی ایرانی
مارمولک خانگی ایرانی، همی‌داکتیلوس پرسیکوس (نام علمی: Hemidactylus persicus) یا گکو برگ‌پای ایرانی، گونه‌ای مارمولک خانگی ساکن غرب آسیا و به ویژه ایران است.
اندازه تقریبی بدن گکوی ایرانی ۱۸–۱۵ سانتی‌متر است. این مارمولک برآمدگی‌های پشتی فراوان و بزرگ دارد و از این روی همانندی بسیاری به مارمولک هندی دارد. رنگ پشت بدن آن قهوه‌ای روشن یا مایل به خاکستری، با برآمدگی‌های منفرد سیاه یا قهوه‌ای تیره است که در طرحی از نقاط نامنظم مرتب شده‌اند. این گکو شب‌زی است و از جانداران کوچک تغذیه می‌کند.

## گسترش جغرافیایی
این گونه در ایران (محدود به شیراز)، عراق، پاکستان، هند، شمال شرقی عربستان سعودی، کویت، بحرین، شمال عمان، امارات متحده عربی و قطر یافت می‌شود. سرزمین مادری این گونه ایران است.